# Saint-Just-sur-Dive
Saint-Just-sur-Dive is een gemeente in het Franse departement Maine-et-Loire (regio Pays de la Loire) en telt 355 inwoners (2004). De plaats maakt deel uit van het arrondissement Saumur.

## Geografie
De oppervlakte van Saint-Just-sur-Dive bedraagt 7,2 km², de bevolkingsdichtheid is 49,3 inwoners per km².
De onderstaande kaart toont de ligging van Saint-Just-sur-Dive met de belangrijkste infrastructuur en aangrenzende gemeenten.

## Demografie
Onderstaande figuur toont het verloop van het inwonertal (bron: INSEE-tellingen).